# Brihuega, Guadalajara
Brihuega är en kommun i Spanien.   Den ligger i provinsen Provincia de Guadalajara och regionen Kastilien-La Mancha, i den centrala delen av landet, 80 km öster om huvudstaden Madrid. Antalet invånare är 2 798. Arean är 296 kvadratkilometer. Brihuega gränsar till Alaminos och Almadrones. 
Terrängen i Brihuega är varierad.